# Angelika Bahmann
Angelika Bahmann (* 1. April 1952 in Plauen) ist eine ehemalige deutsche Kanutin und derzeitige Trainerin. Sie war Olympiasiegerin und Weltmeisterin im Kanuslalom.
Bei den Olympischen Sommerspielen 1972 in München gewann sie für die DDR die Goldmedaille im Einer-Kajak der Frauen und wurde damit zur ersten Olympiasiegerin in dieser Disziplin. Im Verlauf ihrer Karriere errang sie drei Titel bei Weltmeisterschaften: 1971 in Meran in Einzel- und Teamwettbewerb und 1977 in Spittal im Einzel. Zudem gewann sie mit dem Team 1975 und 1977 WM-Silber und holte 1975 Bronze im Einzel. Angelika Bahmann startete für den SC DHfK Leipzig, gewann viermal bei den DDR-Meisterschaften im Einzel (1970 bis 1972, 1976), sowie mehrfach mit der Mannschaft.
Angelika Bahmann ist die Mutter von Christian Bahmann (* 1981), der 2005 Weltmeister im Kanuslalom Zweier-Canadier (C2) wurde. Sie arbeitet heute als Physiotherapeutin in Plauen und betreute im Sommer 2008 die chinesische Kanuslalom-Mannschaft bei den Olympischen Sommerspielen in Peking als Technik-Trainerin.

## Auszeichnungen (Auswahl)
- 1971 – Vaterländischer Verdienstorden in Bronze
- 1972 – Vaterländischer Verdienstorden in Silber